# Ado FM
Ado FM est une station de radio régionale spécialisée dans le hip-hop et le RnB anciennement sur la pop et la dance. Elle est implantée à Paris et diffuse ses programmes en modulation de fréquence à Paris et en Île-de-France et ainsi qu'à Toulouse. Elle était diffusée anciennement en radio numérique. Sa sœur est la radio Black Box
La radio appartient au Groupe 1981. Elle est membre des Indés Radios, et est adhérente au SIRTI.

## Historique
La radio est créée sous l'appellation Ado FM par Isabelle Da (de son vrai nom Isabelle Ciron) en 1981, en tant que radio associative. À l'origine, il s'agissait de proposer une radio pour les adolescents faite entièrement par des adolescents,. Mais le concept initial de cette station caractéristique de l'épopée des radios libres ne survivra pas à sa créatrice[réf. nécessaire]. À la suite du décès d'Isabelle Da, Ado FM est rachetée en 1996 par le groupe Concept Radio, filiale du Groupe 1981. Ce groupe est propriétaire de Vibration. Son directeur des programmes Bruno Witek transforme Ado FM en station musicale commerciale de format hip-hop et RnB[réf. nécessaire].
Depuis 1992, elle émet 24h/24,.
Elle était l'une des radios musicales les plus écoutées en région parisienne au début des années 2000, écoutée quotidiennement par plus de 420 000 auditeurs.
Du 27 août 2015 au 27 novembre 2016, elle était orienté vers la pop et la dance[réf. nécessaire].
Le 29 juin 2017, lors d'un concert privé, Ado FM change de nom et devient Swigg. Selon Jean-Éric Valli, président du Groupe 1981, ce nouveau nom symbolise « son retour aux fondamentaux des cultures urbaines » afin de « devenir la radio hip-hop et RnB de référence pour les 15-25 ans »,. Le nom n'a cependant pas de signification particulière.
En 2021, Ado FM est relancée en radio numérique par le Groupe 1981.
Le 22 août 2022, Swigg redevient Ado FM, cela symbolise « son retour à l'ancienne ».

## Identité de la station

### Logos

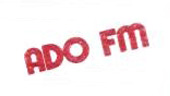
Logo de Ado FM de 1981 à janvier 1997
Logo de Ado FM de mars 2008 au 29 juin 2017
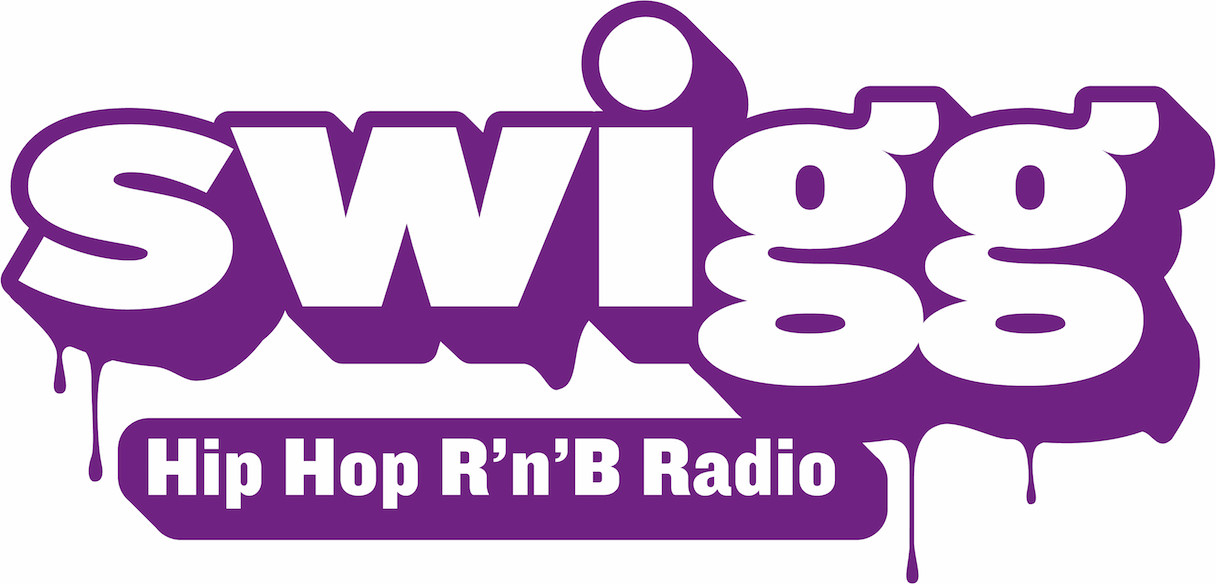
Logo de Swigg en 2017
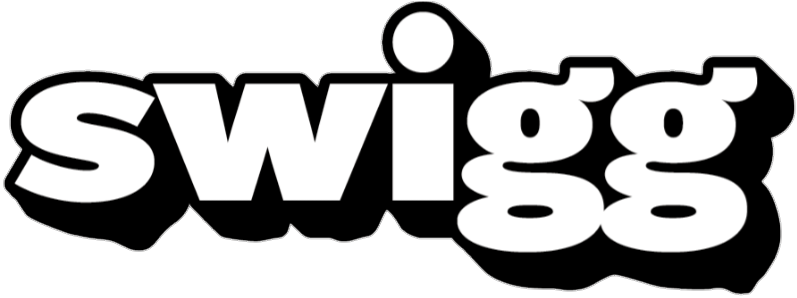
Logo de Swigg de 2018 à 2022
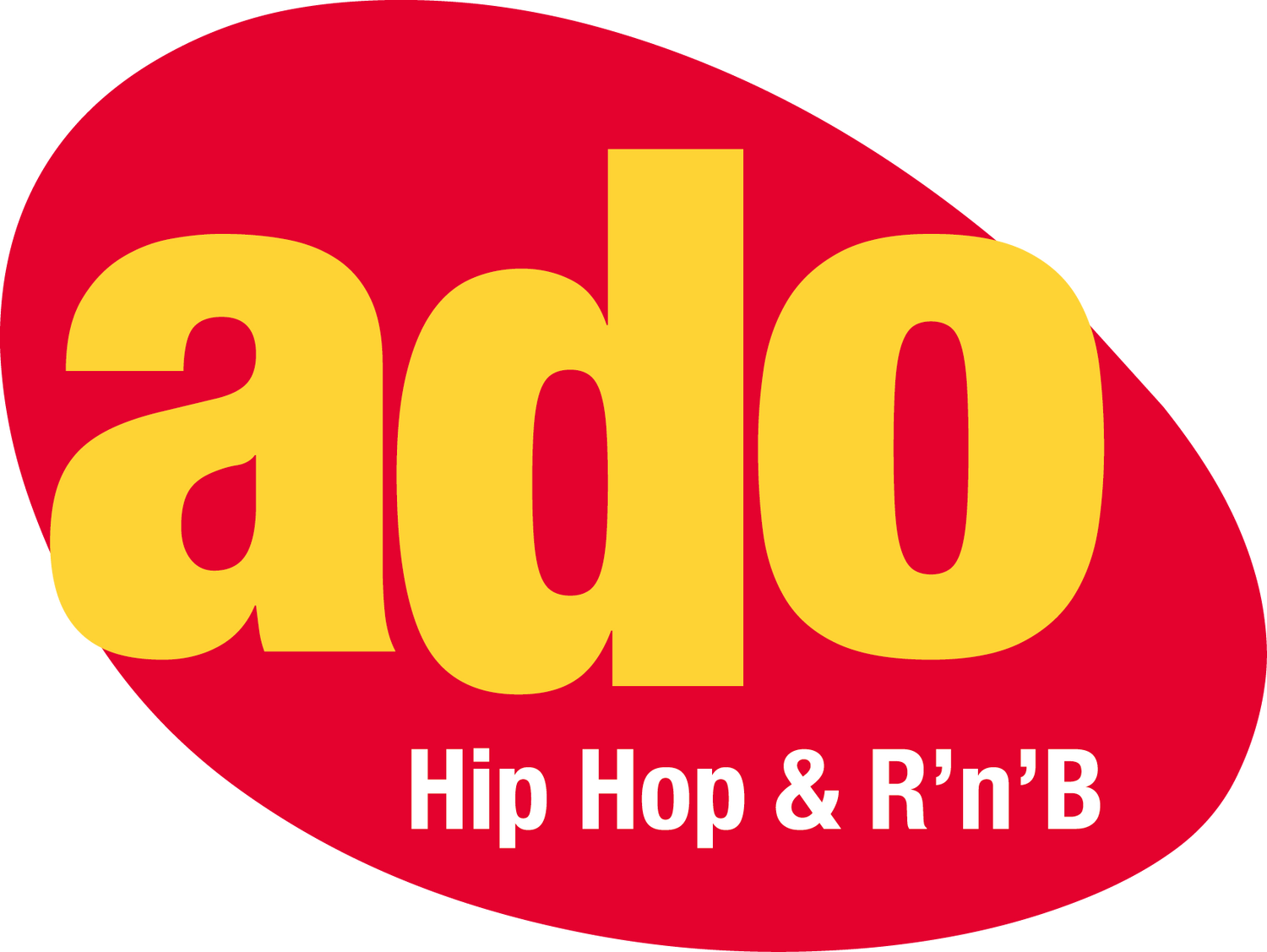
Logo de Ado FM de 2021 jusqu'au 22 août 2022.
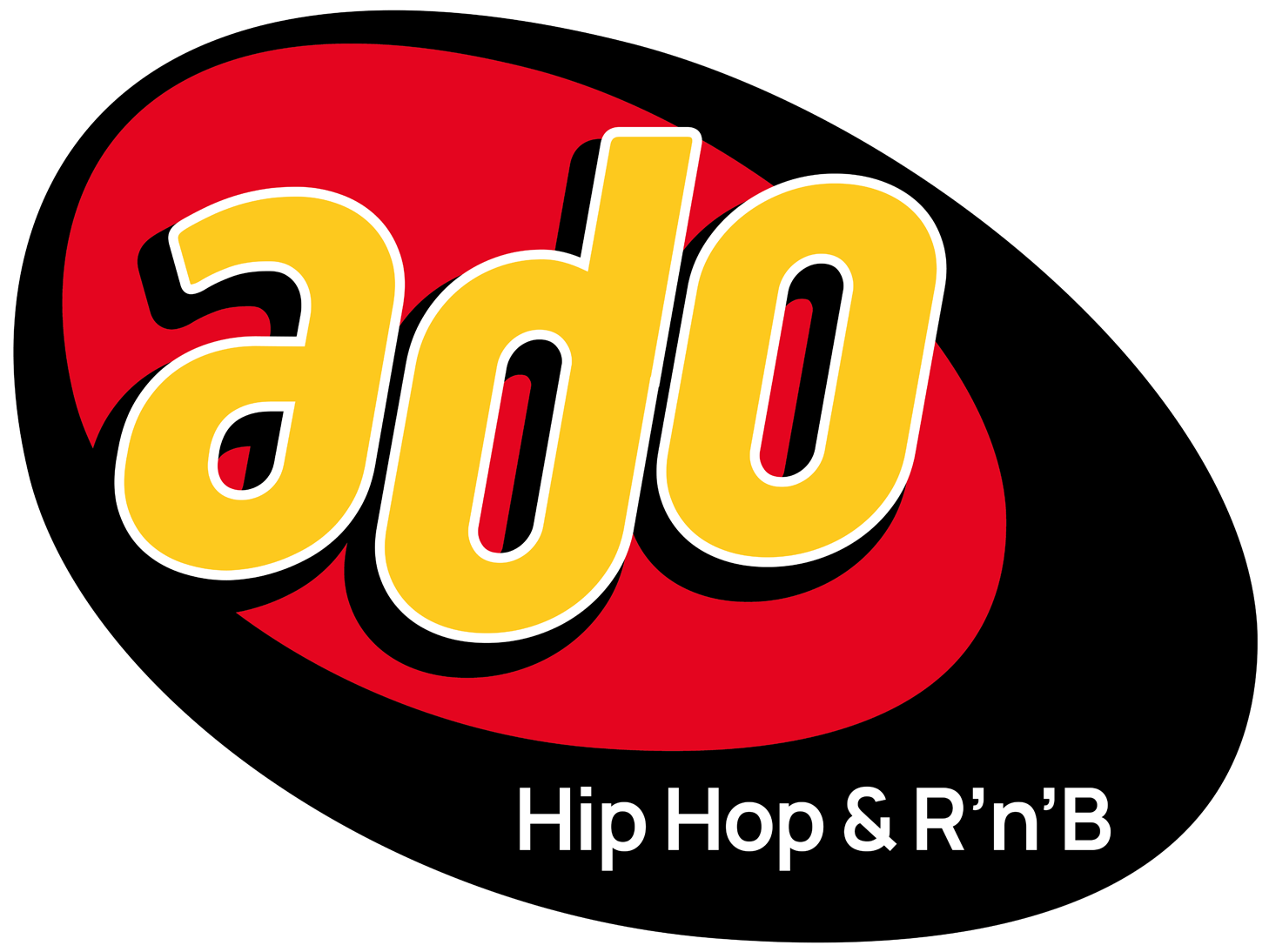
Logo de Ado depuis le 22 août 2022.

### Slogans
- De 1981 à 1997 : « Ado, enfant j'écoute »
- De 1997 à 2000: « 100% Rap n' Groove »
- De 2000 à 22 mai 2007: « La Radio Hip-Hop et R&B », « Ado Attitude »
- De 22 mai 2007 à mars 2008: « Love & R&B »
- De mars 2008 à mars 2012 : « Hip-Hop & Rn'B »
- De mars 2012 à aout 2014 : « Le Nouveau Son Rn'B »
- De août 2014 à Aout 2015 : « R'n'B Radio »
- De août 2015 à Septembre 2016 : « Mix Dance Pop R'n'B »
- De septembre à novembre 2016: « Mix Pop Dance R'n'B »
- De janvier 2017 à juin 2017 : « Hip-Hop R'n'B Radio »
- De mars au 29 juin 2017 : « La Base Le Son La Famille », « C'est La Base »
- Depuis 2021 : « Hip-Hop & R'n'B »
- Depuis 2022 : « Hip-Hop R'n'B Radio »

### Voix-off
- 2000-2004 : Thierry Desroses
- 2004-2007 : Pascal Renwick
- 2007-2012 : Alain Dorval
- 2012-2017 : Odile Vanhoutte
- 2012-2016 : Franck Soumah
- Depuis 2022 : Christopher Minkoulou
- Depuis 2023 : François Berland

## Équipes
Au cours de son histoire, la station de radio a employé les animateurs ou journalistes suivants :
- Max
- Bob Bellanca

## Programmation
La programmation musicale est tournée vers le RnB et les cultures urbaines. Ce format de radio est également exploité dans d'autres régions françaises, notamment à Bordeaux avec Black Box.